# Casa de Juan Florido Santos y Lázaro Torres García
La Casa de Juan Florido Santos, también denominaba Casa de Juan Florido Santos y Lázaro Torres García es un edificio de estilo modernista ubicado en la calle Miguel Zazo, 11  del Ensanche Modernista de la ciudad española de Melilla que forma parte del Conjunto Histórico Artístico de la Ciudad de Melilla, un Bien de Interés Cultural.

## Historia
Fue construido entre 1928 y 1929, según proyecto del arquitecto arquitecto Enrique Nieto, para los contratistas de obras Juan Florido Santos y Lázaro Torres García.

## Descripción
Consta de planta baja y tres plantas sobre esta, construido con paredes de mampostería de piedra local y ladrillo macizo, con vigas de hierro y bovedillas de ladrillo tocho, en el que destaca su única fachada, con una planta baja con vanos de arco de carpanel. El central acoge la puerta de entrada, que da paso a una balconada, con rejas humildes y ventanas enmarcadas, con molduras sobre sus dinteles. Composición que se repite en las siguientes plantas, la última con arcos, sobre un paramento cerámico y con los vanos cercados con pilastras, terminadas las centrales con una capitel basado en el corintio, que da paso a la cornisa.